# Vůz WRm812, 813 ČD
Vozy WRm812 a WRm813, obě řady shodně číslovány v intervalu 51 54 88-81, byly jídelní vozy provozované Českými drahami. Byly vyrobeny v roce 1978 ve vagónce VEB Waggonbau Bautzen.

## Technický popis
Byly to první vozy typu UIC-Z délky 26 400 mm u tehdejších Československých státních drah. Měly podvozky Görlitz V upravené pro rychlost až 160 km/h. Od roku 2010 byla maximální rychlost těchto vozů snížena na 140 km/h z důvodu přehřívání špalíkových brzd.
Vůz byl rozdělen na jídelní a kuchyňskou část. V jídelní části se nacházelo 40 míst k sezení.
Vozy měly bílý nátěr s červeným pruhem přes okna. Pruh byl přerušen asi ve 3/4 délky vozů sešikmením směrem dolu. Některé vozy dostaly i nový modro-bílý korporátní lak od studia Najbrt.

## Modernizace a budoucnost
První modernizace proběhla v letech 1991–1992, jejím cílem byla modernizace interiéru. Došlo k snížení počtu míst v jídelní části na 30. Dalších 8 míst se nachází v nově vytvořeném klubovém oddíle. Celkem bylo zrekonstruováno 15 vozů.
V roce 1994 proběhla modernizace třech vozů na řadu WRmee814. Předmětem modernizace byla úprava interiéru, výměna oken, dosazení klimatizace a výměna kuchyňského vybavení. Cílem bylo získat jídelní vozy vhodné na vlaky kategorie EuroCity.
V letech 2012–2013 proběhla rekonstrukce na řadu WRmee816, která kromě rekonstrukce interiéru a výměny výbavy kuchyně přinesla předsuvné dveře ovládané tlačítky a dosazení kotoučových brzd, díky čemu mohla být maximální rychlost těchto vozů opět zvýšena na 160 km/h.

## Provoz
Vozy od jízdního řádu 2012/2013 již nejsou nasazovány.
Vůz WRm813 č. 001 byl 10. prosince 1993 poškozen při požáru v Maďarsku a následně byl zrušen.